# 京都教育大学附属特別支援学校
京都教育大学附属特別支援学校（きょうときょういくだいがくふぞくとくべつしえんがっこう）は、京都教育大学の附属特別支援学校である。京都市伏見区に所在する。

## 学部
- 小学部
- 中学部
- 高等部

## 所在地
- 京都府京都市伏見区深草大亀谷大山町90